# Paul Clinckaert
Paul Clinckaert (* 9. September 1954 in Wilrijk) ist ein ehemaliger belgischer Radrennfahrer und nationaler Meister im Radsport.

## Sportliche Laufbahn
Clinckaert war im Straßenradsport und im Bahnradsport aktiv. Als Amateur gewann er 1974 die nationale Meisterschaft im 1000-Meter-Zeitfahren vor Hugo Maréchal, 1975 die Meisterschaft im Dernyrennen und auf der Straße 1976 den Kattekoers.  Von 1976 bis 1978 war er als Berufsfahrer aktiv. Im GP Beeckman 1976 wurde er Zweiter. 1977 startete er in der Vuelta a España, er beendete die Rundfahrt nicht.